# Tonari no Kashiwagi-san
Tonari no Kashiwagi-san (となりの柏木さん?  Cerca de Kashiwagi-san), es un manga, de 84 capítulos en total, creado por Kinusa Shimotsuki, serializado en Hobunsha como serie de manga Seinen en 2009, el cual terminó en 2014.

## Argumento
La serie trata sobre un chico llamado Yūto, que estudia en la secundaria, y sobre su estilo de vida, que es otaku, a diferencia de sus compañeros. Al comienzo del año escolar, entra una nueva chica, que le disgusta enormemente todo lo que tenga que ver con los otaku, Kotone, de la cual se enamora. Él intentará hacer todo lo posible para conseguir que su amor sea correspondido, pero ambos son muy tímidos para ello, por lo que queda a cargo de sus compañeros acercarlos.

## Personajes
- Yūto Sakuraba (桜庭 雄斗 Sakuraba Yūto?): El protagonista masculino, abierto otaku y no muy popular en su clase. Puede ser muy atento con sus amigos y Kotone, pero muchas veces dice o hace cosas que son inapropiadas. Él descubre el secreto de Kotone y promete mantenerlo en secreto. Él es fan de una serie ficticia de anime llamada Gadget☆Maid (ガジェット☆メイド Gajetto☆Meido?).
- Kotone Kashiwagi (柏木 琴子 Kashiwagi Kotone?): Es la protagonista femenina, ella tiene miedo de revelar que es otaku, mientras que es muy popular y atractiva. De vez en cuanto sube arte en una página bajo el seudónimo de Sayane. No le gusta que le digan "fujoshi" (chica sucia). Al igual que Yūto es una fan de Gadget☆Maid.
- Sayaka Fukuda (福田 清花 Fukuda Sayaka?): La mejor amiga de Kotone y autoproclamada su fan #1. Es muy protectora con ella y siempre reprime a Yūto. Kazuki intentó enamorarla pero no cedió.
- Kazuki Kusano (草野 和樹 Kusano Kazuki?): El mejor amigo de Yūto, es quien siempre lo corrige y ayuda a acercarse a Kotone de una manera sutil, pero no consigue que se exprese. A él le gusta Sayaka y a medida que ayuda a Yūto a acercarse a Kotone aprovecha para intentar acercarse lentamente a Sayaka.
- Kotori Abekawa (安倍川 琴理 Abekawa Kotori?)
- Takuya Abekawa (安倍川 拓也 Abekawa Takuya?)
- Christina "Tina" Müller (クリスティナ「ティナ」ミュラー Kurisutina "Tina" Myurā?): Una estudiante de intercambio de Alemania que entra en la clase de Yūto, es otaku, por lo que se hace amiga de Yūto. También tiene un novio en Japón.
- Kōtarō Sasayama (笹山 孝太郎 Sasayama Kōtarō?): El novio de Tina.

- Datos: Q11273280